# Station Święty Kamień
Station Święty Kamień was een spoorweghalte in de Poolse plaats Święty Kamień.